# Restaurang Rosenbad

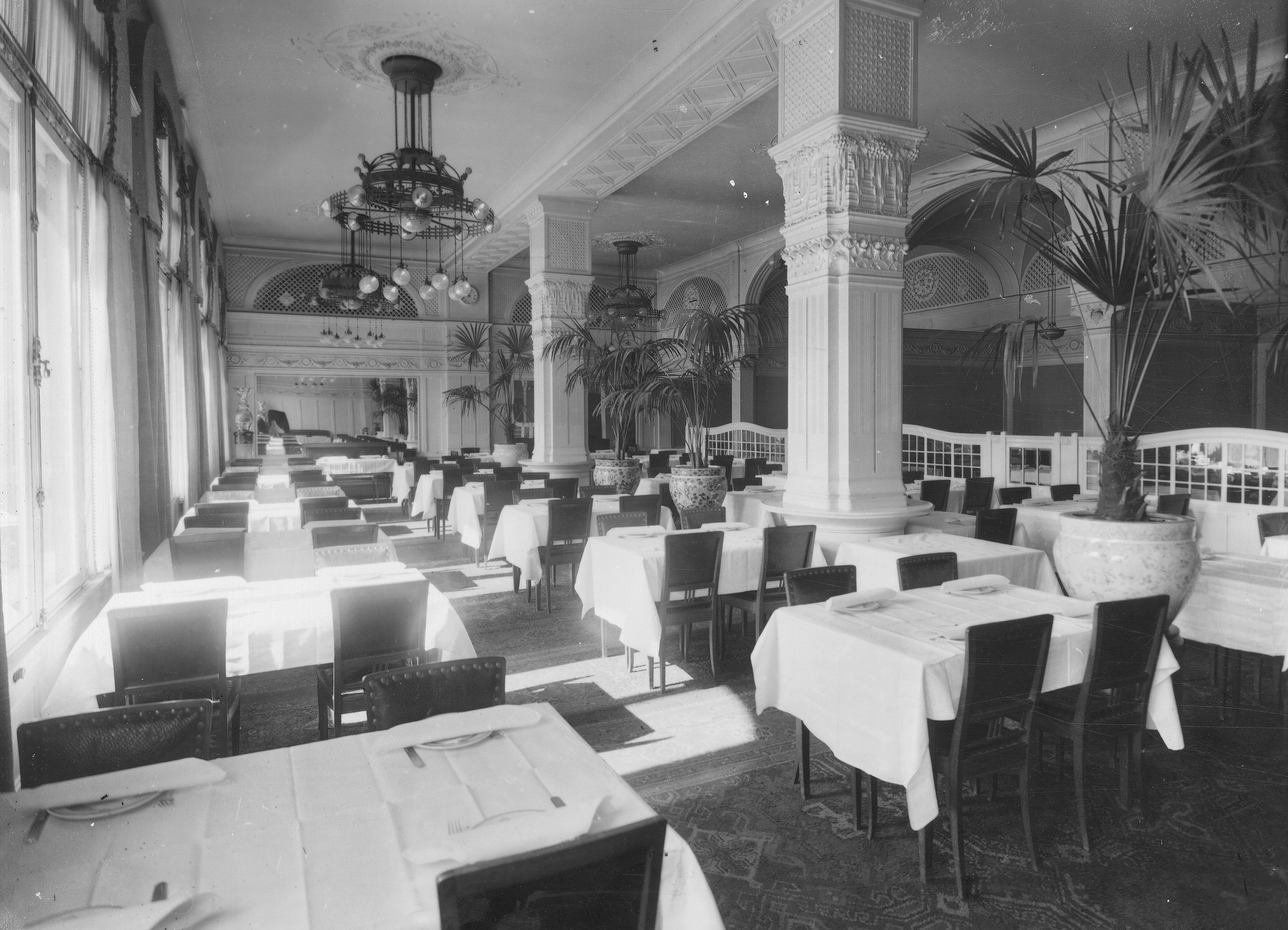
Restaurang Rosenbad, "Vita matsalen" 1904.

Restaurang Rosenbad var en exklusiv restaurang belägen i Rosenbads byggnad vid Strömgatan 24 på Norrmalm i Stockholm. Rosenbad bestod av flera olika restauranger och caféer. Stället öppnade 1904 och blev snabbt en populär mötesplats för politiker, konstnärer och författare samt tidningsfolk från de närbelägna Klarakvarteren. Rosenbads restaurang stängde 1956 och regeringskansliet tog över lokalerna som blev kontor, mötesrum och arkiv.

## Historik

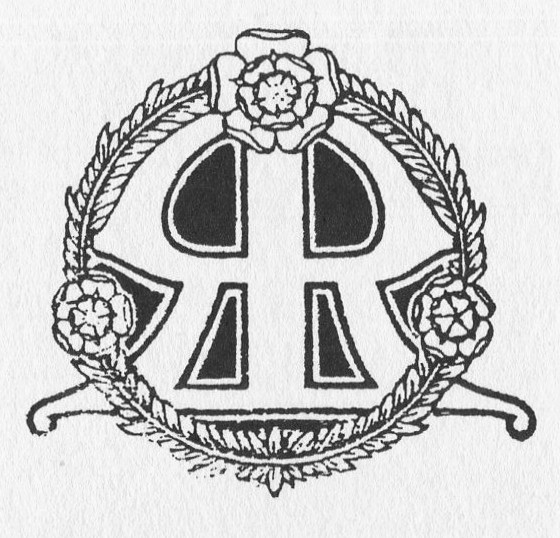
"RR", Restaurang Rosenbads emblem, formgivet av Boberg.

Restaurang Rosenbad inreddes 1903 på initiativet av det då nybildade Aktiebolaget Rosenbad i västra delen av den av Ferdinand Boberg ritade byggnaden. Boberg stod även för gestaltningen av restaurangen. Till verkställande direktören för verksamheten utsågs restaurangmannen Agnar Meurling som just kommit tillbaka till Stockholm efter flera års fackstudier i utlandet. 
År 1903 var det inte lätt att öppna en ny restaurang i Stockholm. Publiken var konservativ och ett nytt serveringsställe hade svårt att bli accepterat. Rosenbads restaurang invigdes den 8 februari 1904 med 200 gäster och musik från Hovkapellet och slog igenom direkt, mycket tack vare lokalernas personliga och tilltalande interiör. Till restaurangen hade Boberg även formgivit emblemen, ett spegelmonogram "RR", som fanns på en vägg i Vita matsalen och återkom på restaurangens guldkantade porslin.
Från början hade allmänheten endast tillträde till Vita matsalen och kaféet på båda sidor om vestibulen med öppna loggior mot Strömmen. Affärerna gick bra och mellan 1904 och 1907 utökades personalen från 36 anställda till 202. Snart behövdes även en utvidgning av lokalerna, vilket skedde med det så kallade Marmorkaféet, även det ritat av Boberg inklusive möbler och belysningsarmaturer. Interiören bestod av marmorklädda väggar med pompejiinspirerade mosaikinläggningar. Till Marmorkaféet hörde röda terrassen med inredning av paneler, förgyllda vägglister och röda sidentapeter. Marmorkaféet döptes sedermera om till Bella Venezia och fick väggmålningar av Olle Hjortzberg samt ornament av bland andra Herman Neujd. Dagsljuset kom genom ett färgat glastak som gav rummet karaktären av ett sydländskt atrium. Rummet hade vid sin tid en av Nordens mest påkostade inredningar.
År 1910 blev lokalerna en trappa upp lediga och Rosenbads restaurang lät där inreda sin festvåning som blev färdig 1911. Boberg gestaltade interiören och Meurling valde konst och antikviteter till rummet. Bland annat hade ett helt möblemang i gustaviansk stil inköpts från Stockholmsutställningen 1897. År 1912 öppnade grillen, Grillroom, i bottenvåningen, där man serverade husmanskost. Till grillrummets stamgäster hörde politiker, konstnärer, författare och journalister från de närbelägna Klarakvarteren medan riksdagsmän och affärsfolk föredrog Vita matsalen. Festvåningen hyrdes ut för stora luncher och middagar samt för privata fester. Vid denna tid kom bland andra Arthur Thiel, Albert Ranft, Ebbe Lieberath, Karl Staaffs regering, Per Albin Hansson och hans ämbetsbröder hit liksom husets och restaurangens arkitekt Ferdinand Boberg. 
Mot Rosenbadsparken tillkom en ny bar med takmålningar av Filip Månsson. Baren blev under dagarna en välbesökt restaurang och på kvällarna samlades kretsen kring Evert Taube här. Under tio år hade Meurling ökad den hyrda ytan från 540 m² till 1 665 m².

### Historiska bilder

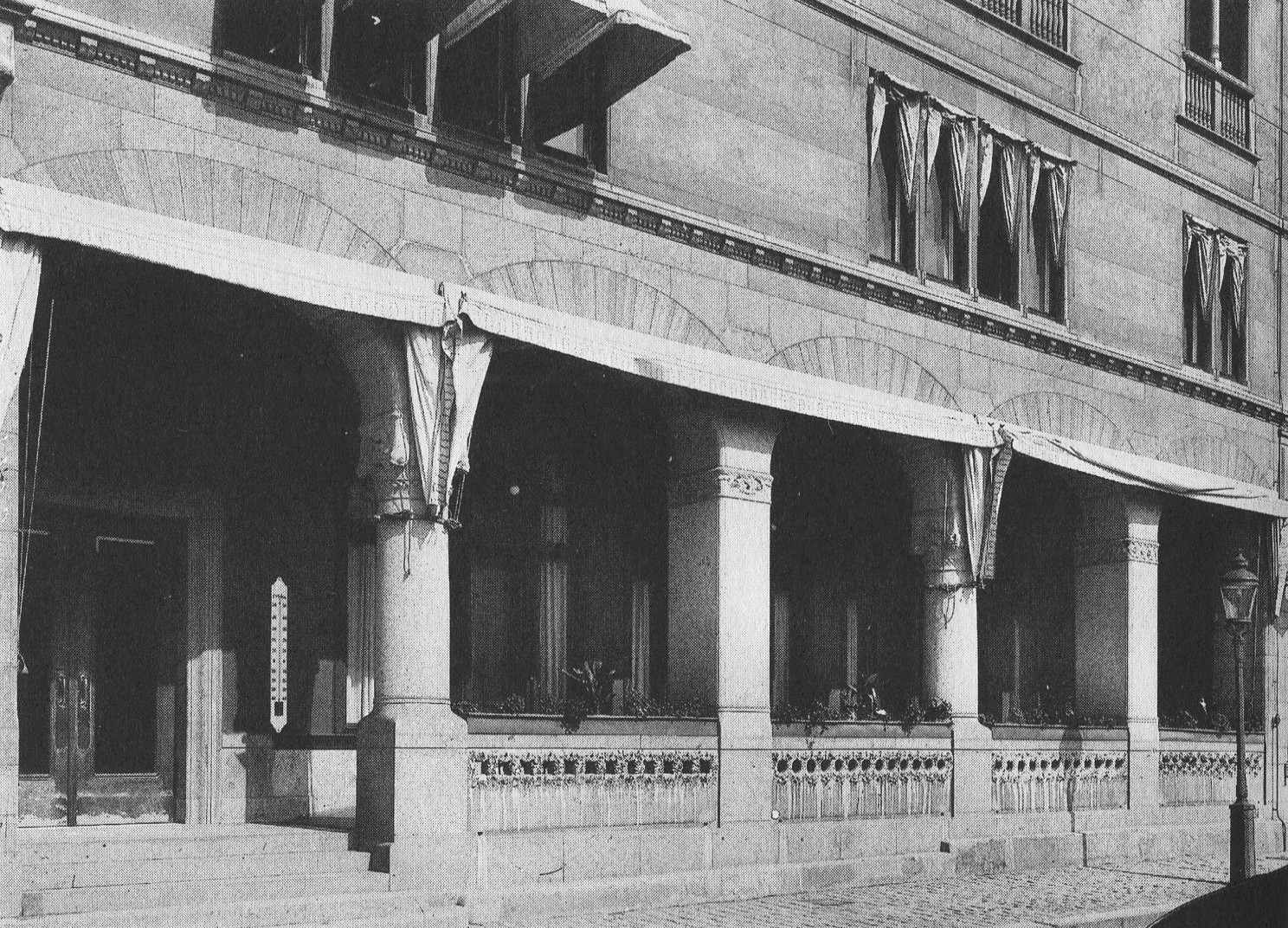
Loggian mot Strömmen.
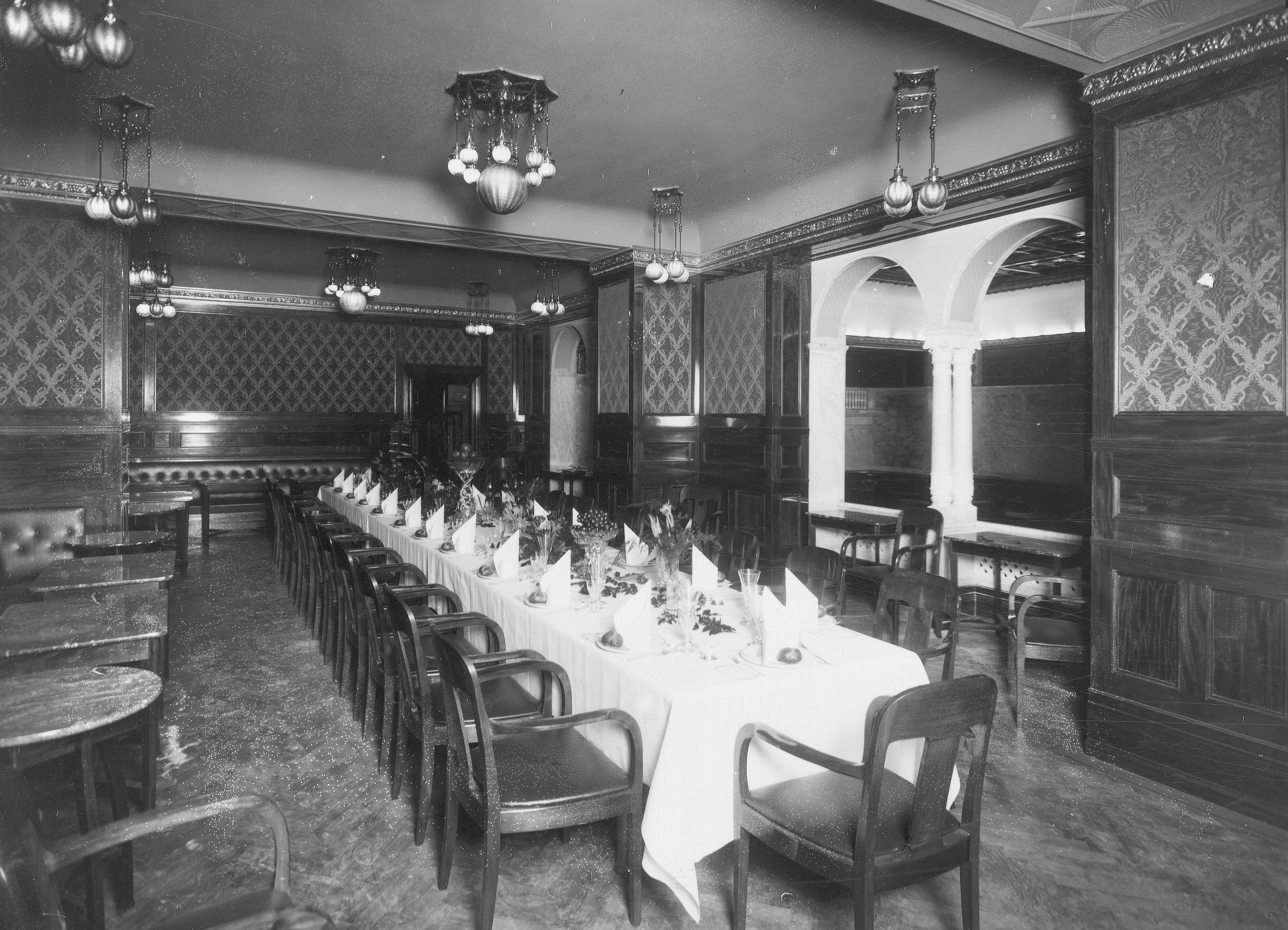
Röda terrassen 1903.
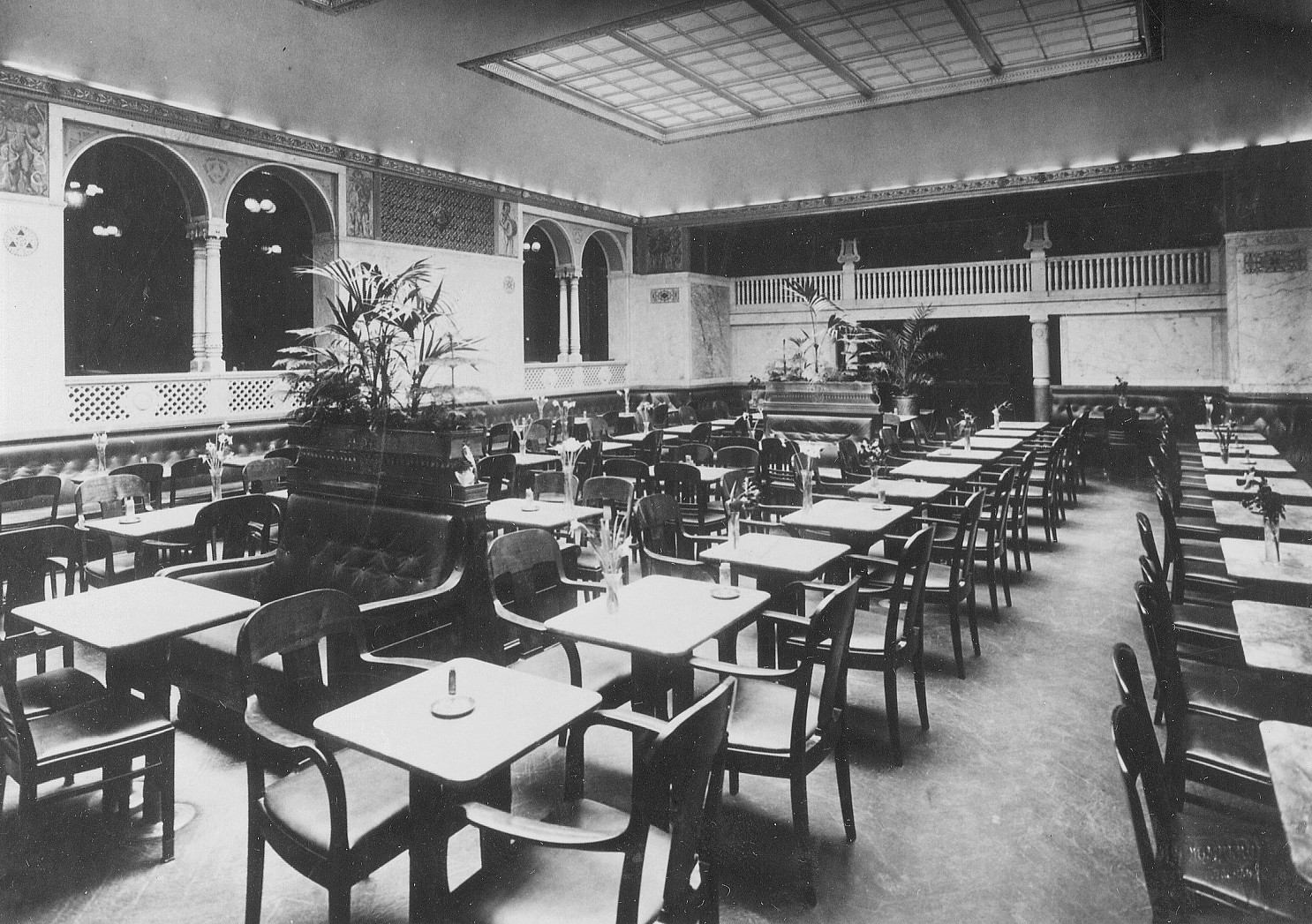
Marmorkaféet.
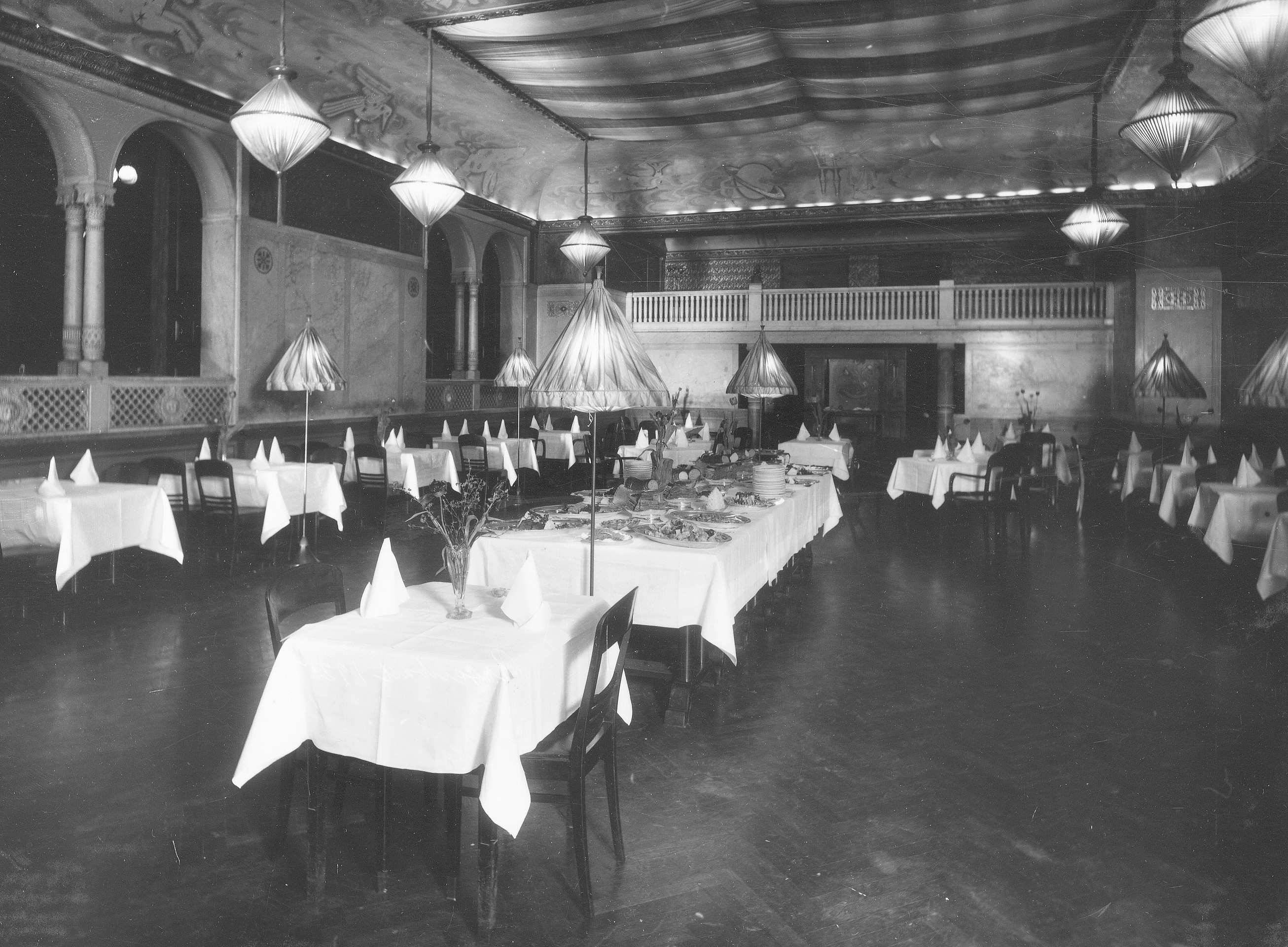
Bella Venezia.
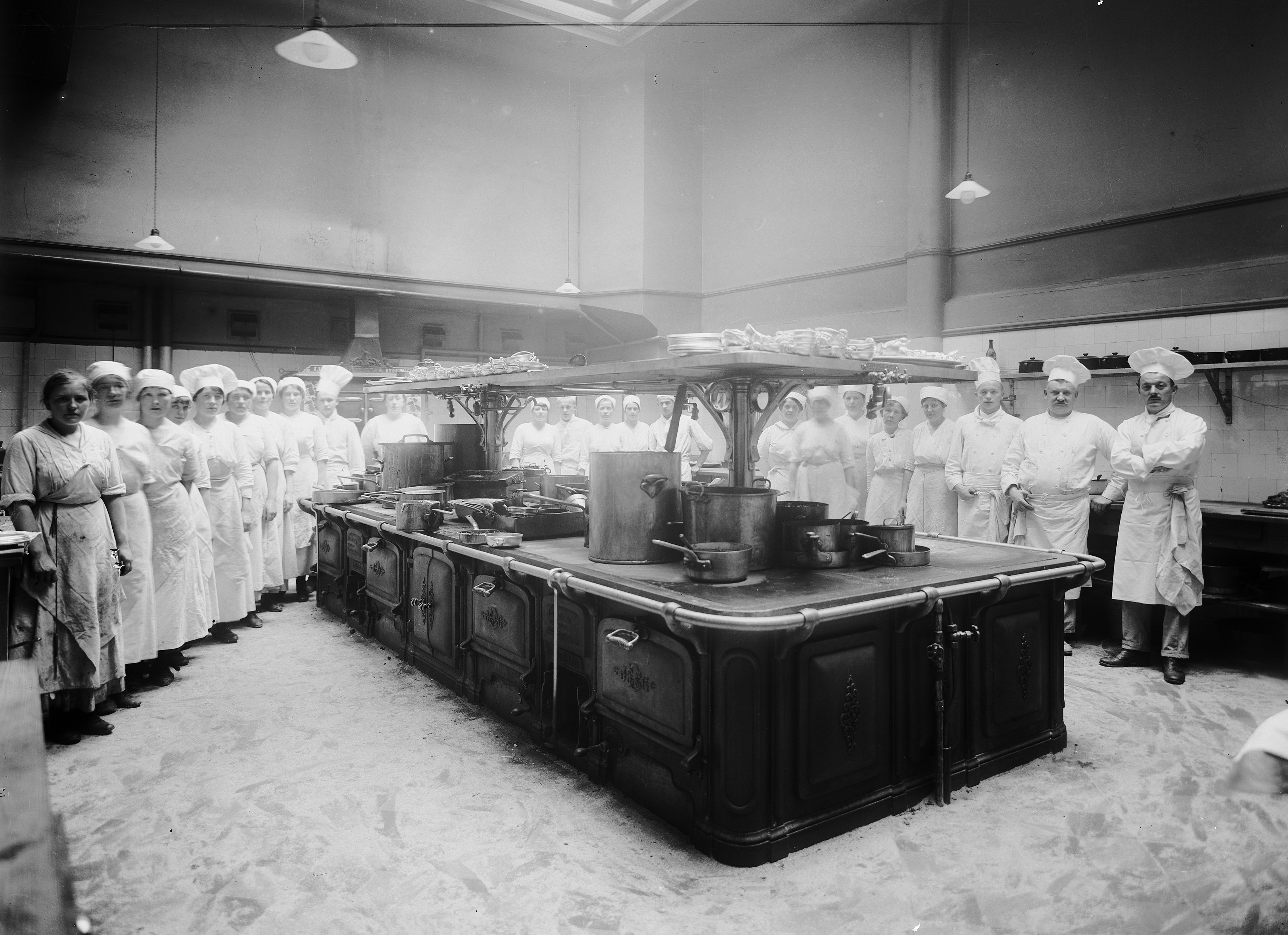
Köket 1918.

### En epok slutar

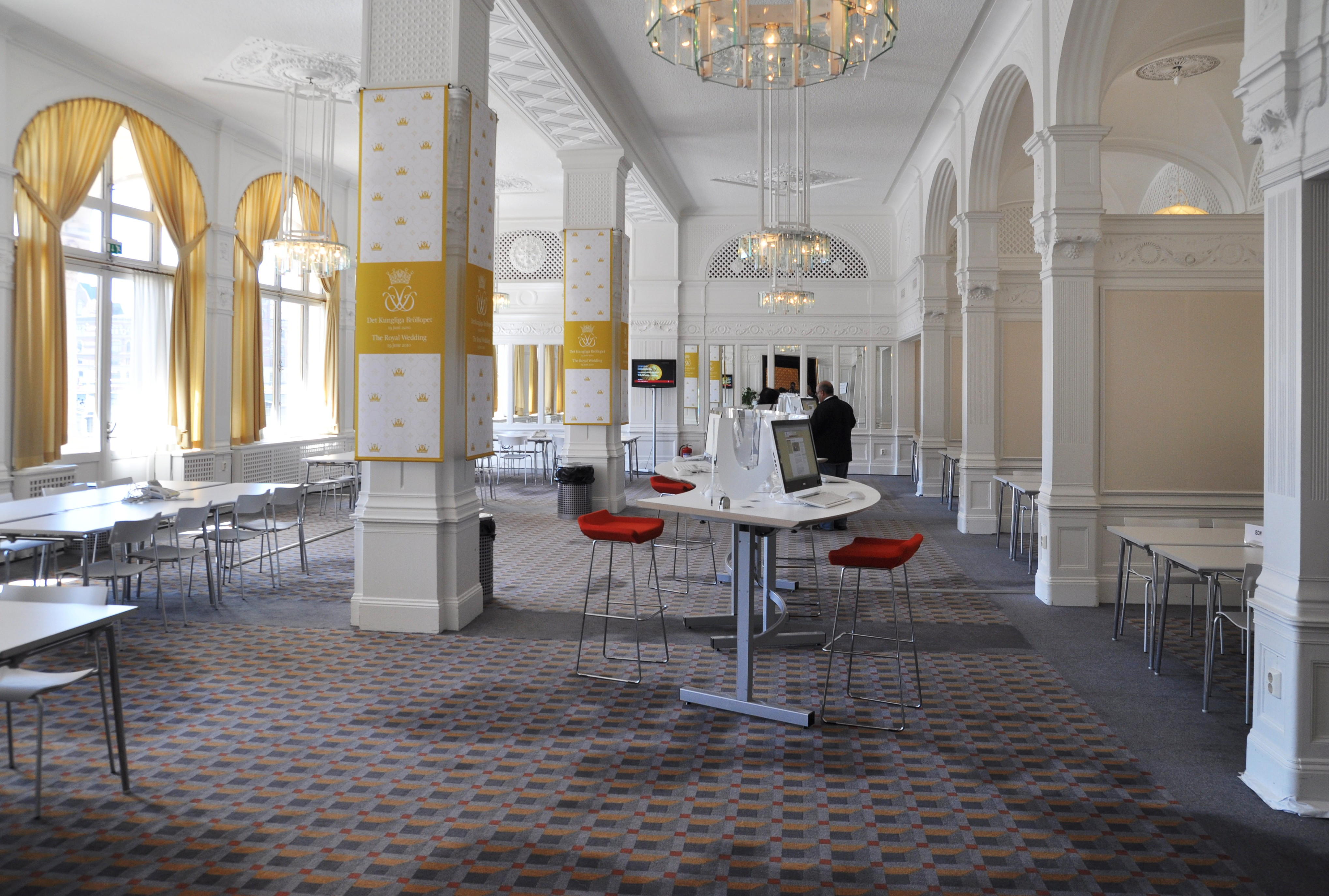
Vita matsalen i juni 2010.

De goda inkomsterna och det glada nöjeslivet avtog när Brattsystemet infördes 1919, vilket bland annat innebar att all servering av vin och sprit förbjöds efter klockan 22. Det gällde även de populära danskvällarna. På Rosenbads restaurang minskade antal gäster och 1941 erbjöds Publicistklubben att hyra festvåningen. 
På sommaren 1944 avled Meurling oväntat, vilket var ett hårt slag för verksamheten. Hans personliga närvaro i restaurangen och hans professionalitet hade präglat Rosenbad under fyra decennier. Efter hans bortgång fortsatte verksamheten med stöd av lunchgäster från de statliga verken och från Publicistklubben. 
Dagen före midsommarafton 1956 stängde restaurangen för gott. Händelsen firades med ett stort ”gravöl” i grillen och den 1 juli 1956 övertogs lokalerna av Riksbanken. Restaurangens matsalar blev till kontor och köket arkiv och förråd. Den förnämliga Vita matsalen existerar fortfarande och nyttjas numera bland annat som festlokal. Den räknas till en av Bobergs vackraste rumsinteriörer.